# Liaoning Flying Leopards
I Liaoning Flying Leopards (in cinese semplificato: 辽宁飞豹; in cinese tradizionale: 遼寧飛豹), noti anche come Liaoning Shenyang Sansheng Flying Leopard Club o Liaoning Bengang (辽宁本钢), sono una squadra di pallacanestro professionistica cinese con sede nel Distretto di Hunnan, a Shenyang, nella provincia del Liaoning. Militano nella Divisione Nord della Chinese Basketball Association (CBA).
In passato la squadra disputava le sue partite casalinghe presso il Benxi Gymnasium, a Benxi, ma si è trasferita a Shenyang a partire dalla stagione 2017–2018. Lo sponsor principale del club è l’azienda biofarmaceutica 3SBio. L’attuale palazzetto in cui giocano è il Liaoning Gymnasium.
Fondata nel 1953, la squadra è diventata un’organizzazione completamente professionistica ed è entrata ufficialmente a far parte della CBA nel 1995. Da allora ha conquistato quattro titoli nazionali. A livello continentale, il Liaoning ha vinto la FIBA Asia Champions Cup nel 1990 e ha ottenuto tre secondi posti nelle edizioni del 1988, 1992 e 1999.

## Storia
Le origini dei Liaoning Flying Leopards risalgono al 1953, anno in cui fu fondato il Northeast Sports Training Class Basketball Team (in cinese: 东北体育训练班篮球队), che in seguito divenne la Squadra Provinciale di Pallacanestro del Liaoning (辽宁省篮球队). Il Liaoning conquistò il Chinese National Basketball Championship, torneo predecessore della CBA, nel 1985, e successivamente nel 1988, 1989, 1991 e 1992; inoltre egli ultimi anni ’80 e nei primi anni ’90, la squadra rappresentò la Cina nella ABC Champions Cup, il massimo torneo per club in Asia, vincendo il titolo continentale nel 1990.
Con la nascita della Chinese Basketball Association (CBA) nel 1995, la squadra venne ufficialmente costituita come club professionistico di pallacanestro con il nome di Liaoning Hunters
. Durante la stagione CBA 2004-2005, il Liaoning concluse al primo posto della Divisione Nord, ma venne eliminato ai quarti di finale dai Yunnan Bulls, rappresentanti della Divisione Sud. Nei due anni successivi la squadra si classificò rispettivamente al settimo e quarto posto, prima di raggiungere le CBA Finals al termine della stagione 2007-08; gli Hunters uscirono però sconfitti nella serie per il titolo con un netto 4-1 per mano dei Guangdong Southern Tigers.
Prima dell'inizio della stagione 2008-2009 la squadra cambiò la propria denominazione in Liaoning Dinosaurs. Alla vigilia della stagione 2012–13, il roster subì un profondo rinnovamento: arrivarono i nuovi innesti Josh Akognon e Alexander Johnson, mentre il veterano Bian Qiang si ritirò e diversi giocatori locali furono trasferiti o prestati ad altre squadre della CBA. Una delle decisioni più importanti fu quella di lasciar partire Zhang Qingpeng, mossa che si rivelò strategica per favorire la crescita del giovane tiratore Guo Ailun. Nel 2011 la squadra ha poi cambiato nuovamente denominazione, assumendo il suo nome attuale Liaoning Flying Leopards; inoltre nel 2013, il gruppo siderurgico Benxi Steel Group divenne sponsor ufficiale del club. Da allora, i Flying Leopards sono tornati ad essere protagonisti fissi nella lotta per il titolo della CBA, grazie a giocatori come Guo Ailun, Han Dejun e il pluri-premiato MVP internazionale Lester Hudson. Il Liaoning perse le finali della CBA 2015 contro i Beijing Ducks (serie 2–4), e quelle del 2016 contro i Sichuan Blue Whales (serie 1–4).
Nella stagione 2017–18 il Liaoning, dopo sei finali perse, conquistò il suo primo titolo CBA battendo in finale i Zhejiang Lions con un netto 4-0. Durante le semifinali dei playoff, la squadra trasferì la sede delle partite casalinghe da Benxi a Shenyang.
Nel 2019, la sponsorizzazione passò ufficialmente alla compagnia biofarmaceutica 3SBio Inc., che portò anche al cambio del nome ufficiale della squadra. Nella stagione 2020–21, l’ex nazionale Yang Ming fu nominato nuovo head coach; sotto la sua guida, i Flying Leopards hanno vinto tre titoli CBA consecutivi: nel 2021–22, 2022–23 e 2023–24, dominando sempre le finali, vinte sempre per 4–0.

## Palmarès

### Titoli nazionali
- Chinese Basketball Association (CBA)
  - Campione (4): 2017–18, 2021–22, 2022–23, 2023–24
  - Finalista (8): 1996–97, 1997–98, 1998–99, 2007–08, 2014–15, 2015–16, 2019–20, 2020–21
- Chinese National Basketball Championship
  - Campione (5): 1985, 1988, 1989, 1991, 1992

### Titoli internazionali
- Asian Basketball Club Championship
  - Campioni (1): 1990
  - Finalista (3): 1988, 1992, 1999

## Organico attuale
Organico per la stagione sportiva 2024-2025
| Roster Liaoning Flying Leopards 2024-2025. | Roster Liaoning Flying Leopards 2024-2025. |
| Giocatori                                  | Staff tecnico                              |
| ------------------------------------------ | ------------------------------------------ |

| N. | Naz.                   | Ruolo | Nome              | Anno | Alt.   | Peso   |  |
| -- | ---------------------- | ----- | ----------------- | ---- | ------ | ------ |  |
| 1  | Cina (bandiera)        | C     | Fu Hao            |      | 208 cm | 113 kg |  |
| 3  | Cina (bandiera)        | PG    | Zhao Jiwei        |      | 185 cm | 80 kg  |  |
| 4  | Stati Uniti (bandiera) | G     | Kyle Fogg         |      | 191 cm | 87 kg  |  |
| 6  | Cina (bandiera)        | C     | Huang Qiushi      |      | 203 cm | 111 kg |  |
| 7  | Cina (bandiera)        | AP    | Zhao Shuzhou      |      | 198 cm | 94 kg  |  |
| 10 | Cina (bandiera)        | AG    | Cong Mingchen     |      | 201 cm | 97 kg  |  |
| 11 | Cina (bandiera)        | PG    | Zhang Junhao      |      | 185 cm | 80 kg  |  |
| 17 | Cina (bandiera)        | C     | Liu Yanyu         |      | 213 cm | 95 kg  |  |
| 21 | Stati Uniti (bandiera) | G     | Dez Wells         |      | 196 cm | 98 kg  |  |
| 22 | Cina (bandiera)        | AG    | Li Xiaoxu         |      | 207 cm | 103 kg |  |
| 27 | Cina (bandiera)        | AP    | Yu Zechen         |      | 201 cm | 92 kg  |  |
| 31 | Cina (bandiera)        | C     | Zhang Chenzhifeng |      | 213 cm | 113 kg |  |
| 33 | Cina (bandiera)        | PG    | Wang Lanqin       |      | 183 cm | 78 kg  |  |
| 36 | Cina (bandiera)        | AG    | Yan Shouqi        |      | 190 cm | 92 kg  |  |
| 37 | Cina (bandiera)        | AP    | Li Huyi           |      | 190 cm | 81 kg  |  |
| 44 | Cina (bandiera)        | C     | Ren Xuhang        |      | 207 cm | 103 kg |  |
| 55 | Cina (bandiera)        | C     | Han Dejun (C)     |      | 216 cm | 128 kg |  |
| 77 | Cina (bandiera)        | AG    | Zhang Zhenlin     |      | 208 cm | 102 kg |  |

| Allenatore                                                                         |
| - Yang Ming                                                                        |
| Assistente/i                                                                       |
| - Hugo López - Wu Naiqun - Liu Zhixuan Legenda - (C) Capitano - Infortunato Roster |

## Cestisti
| Numeri ritirati dai Liaoning Flying Leopards |           |           |           |
| Num.                                         | Giocatore | Posizione | Anni      |
| 12                                           | Yang Ming | PM        | 2004-2019 |

### Cestisti celebri
- Guo Shiqiang (anni '90)
- Li Xiaoyong (anni '90)
- Wang Zhidan (anni '90)
- Wu Naiqun (anni '90)
- Wu Qinglong (anni '90)
- Zhang Qingpeng (2001–2014)
- Eric Riley (2002–2003)
- Ernest Brown (2003–2004, 2006–2008)
- Li Xiaoxu (2005–)
- Jamal Sampson (2007–2008)
- Awvee Storey (2008–2009)
- Keith Closs (2009)
- Lorenzen Wright (2009)
- Olumide Oyedeji (2009–2010)
- Chris Richard (2010–2011)
- Donta Smith (2010–2011)
- Han Dejun (2010–)
- Guo Ailun (2010–2024)
- Rodney Carney (2011–2012)
- Josh Powell (2011–2012)
- Shavlik Randolph (2011–2012, 2015–2017)
- Liu Zhixuan (2012–2022)
- Josh Akognon (2012–2013)
- Alexander Johnson (2012–2013)
- Solomon Jones (2013)
- Vernon Macklin (2013)
- Dominique Jones (2013–2014)
- Hakim Warrick (2013–2014)
- Zhao Jiwei (2013–)
- Lester Hudson (2014–2015, 2015–2019)
- Brandon Bass (2017–2020)
- Lance Stephenson (2019)
- O. J. Mayo (2020–2021)
- Jonathon Simmons (2020–2021)
- Zhang Zhenlin (2020–)
- Kyle Fogg (2021–)[16]
- Jeremy Tyler (2021)
- Eric Moreland (2021–2024)
- JaKarr Sampson (2022–2023)